# Дійсне зображення

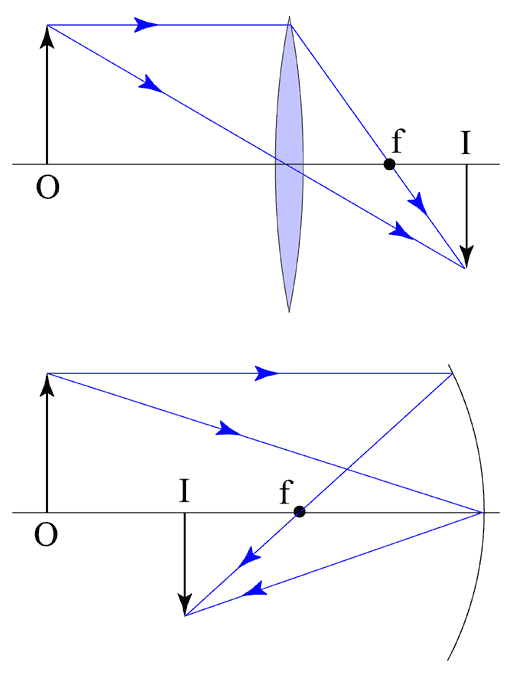
Побудова дійсних зображень у випадку лінзи (вгорі) та увігнутого дзеркала (внизу)

Дійсне зображення — зображення в оптичній системі, при якому світлові промені справді перетинаються. Дійсне зображення протиставляється уявному зображенню, при якому перетинаються тільки продовження світлових променів. Дійсні зображення утворюються збірними лінзами й увігнутими дзеркалами. 
Хоча оком людини дійсні та уявні зображення сприймаються однаково, при формуванні дійсного зображення перетин променів реальний, і ці реальні промені можуть подіяти, наприклад, на фотоплівку, викликавши в ній хімічні перетворення, або ж бути зафіксовані фотоелементом. 